# Hysiai (Argolis)

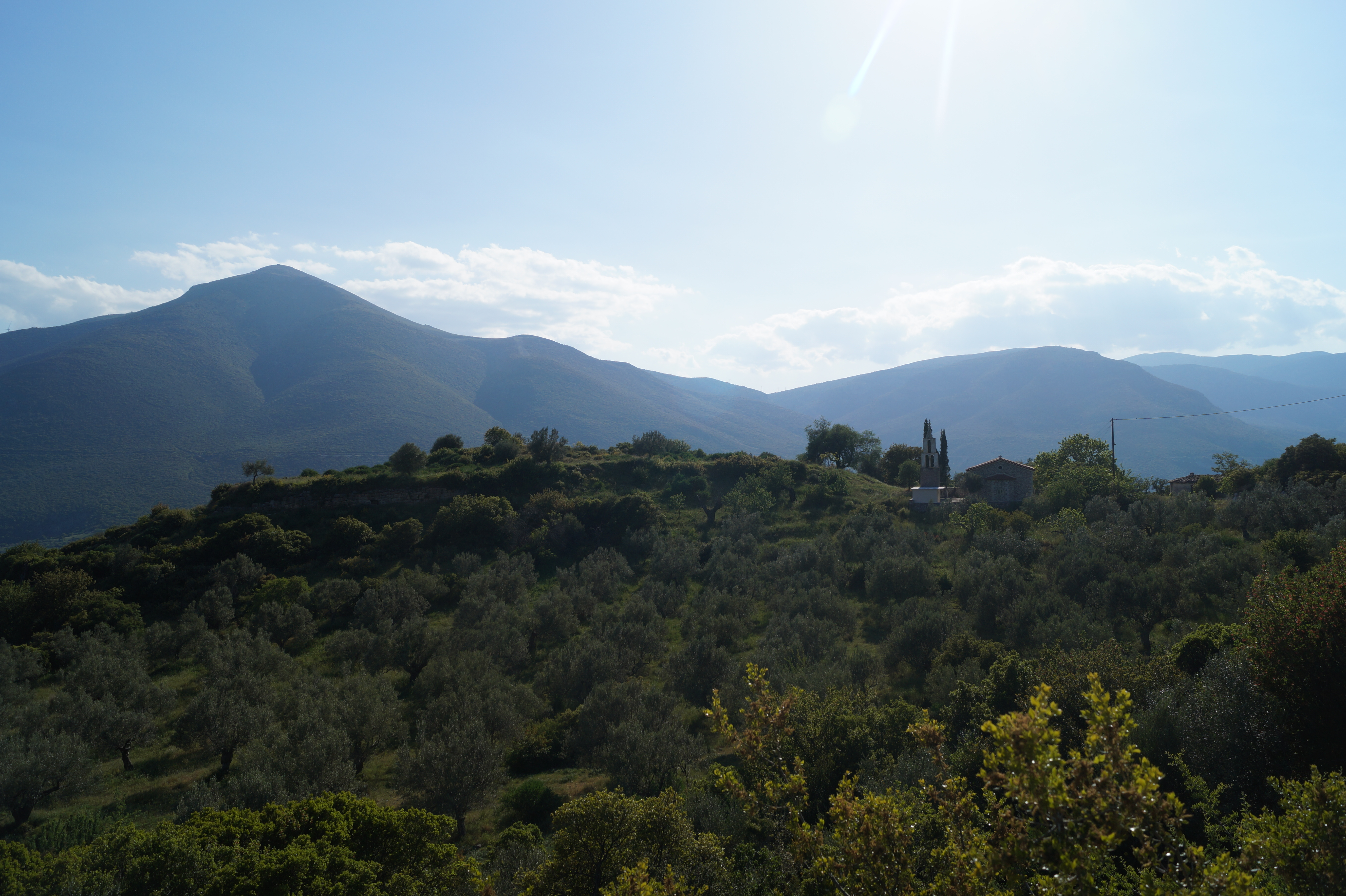
Blick von Osten auf Hysiai

Hysiai (griechisch Ὺσιαί) war eine argivische Grenzstadt an der Straße von Argos nach Tegea. Die Ruinen der Stadt liegen südlich von Achladokambos bei der Panagia-Kirche am westlichen Hang des Paravounaki-Gebirges.

## Geschichte

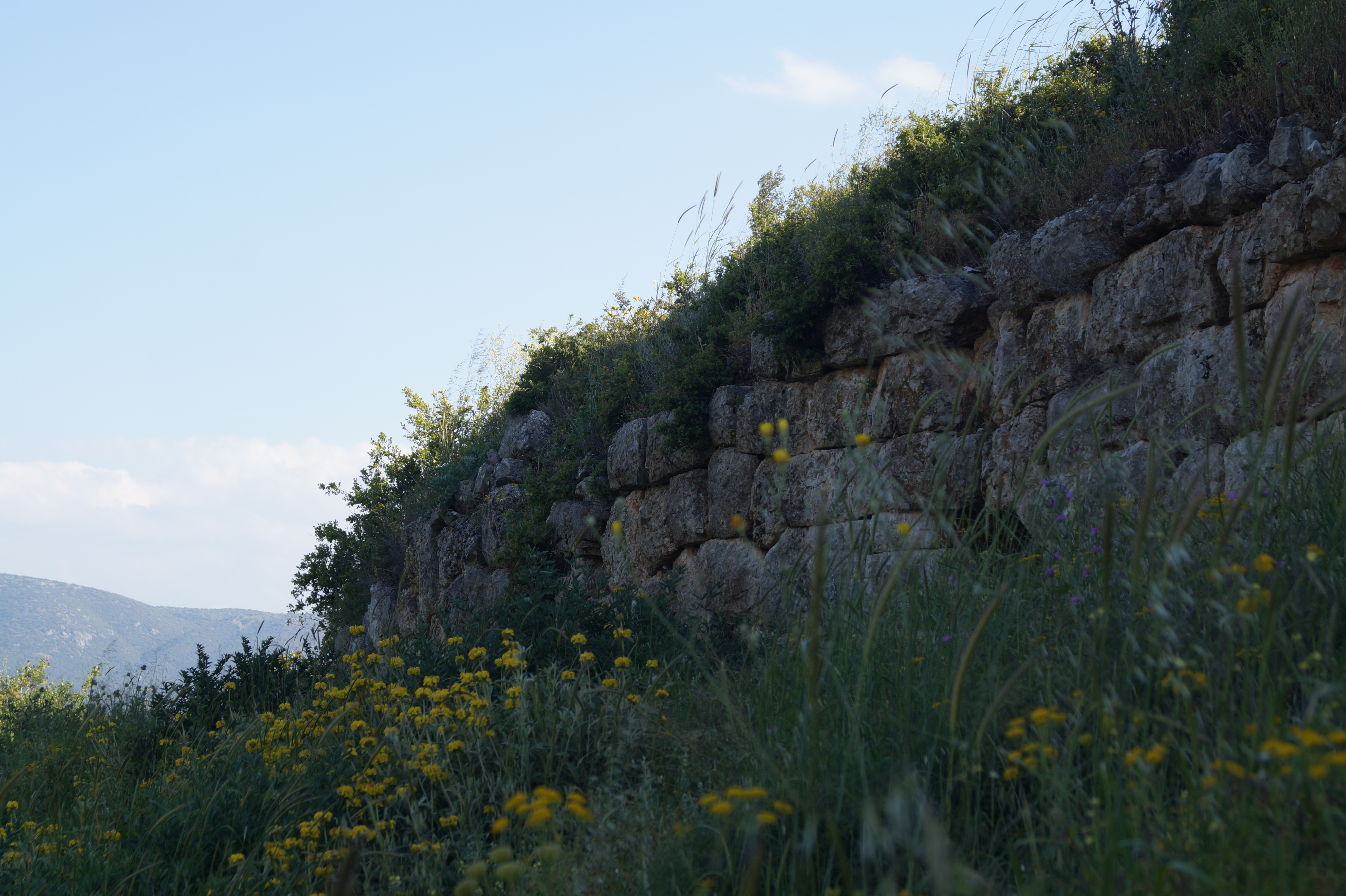
Östliche Akropolismauer von Hysiai

Im Jahre 669/668 v. Chr. kam es hier zur ersten Schlacht von Hysiai. In dieser Schlacht besiegte Pheidon, der Tyrann von Argos, die angreifenden Spartaner. Die gefallenen Argiver wurden in einem Massengrab (Polyandrion) am Ort Kenchreai beigesetzt. Früher vermutete man, dass es sich bei der Pyramide von Hellinikon um dieses Massengrab handele. Es scheint jedoch eher in der Nähe des Passes etwa 3,5 km nordöstlich von Hysiai befunden zu haben. Im Winter 417/416 v. Chr. wurde in der zweiten Schlacht von Hysiai die Grenzfeste von dem Spartaner Agis II. erobert, zerstört und alle freien Argiver hingerichtet.

## Beschreibung
Die Akropolis von Hysiai erhebt sich direkt südlich hinter der Panagia-Kirche auf einem etwa 450 m hohen Hügel. Sie hat ungefähr eine Länge von 100 m sowie eine Breite von 40 m und bedeckt eine Fläche von etwa 3000 m². Nach Westen fällt der Hügel steil ab. Die erhaltenen Mauern sind in polygonalem und trapezoidem Mauerwerk errichtet. Die erste Befestigung wurde wahrscheinlich im 6. Jahrhundert v. Chr. errichtet. Nach der Zerstörung durch die Spartaner wurde die Festung wahrscheinlich wieder errichtet. Die heute noch erhaltenen Mauern stammen vermutlich aus dieser Zeit. Im 19. Jahrhundert waren noch mehrere halbrunde Türme sichtbar. Die Grundmauern eines Turmes sind heute noch direkt hinter der Kirche sichtbar. Westlich der Kirche befindet sich eine Tenne aus der Neuzeit.
Von Hysiai konnte man die Hochebene von Achladokampos überblicken. Auch die Passstraße, die über das Partheniongebirge nach Tegea führt, konnte überwacht werden und Angreifer konnten erspäht werden, lange bevor sie Hysiai erreichten.